# Данканон (Пенсилванија)
Данканон (енгл. Duncannon) град је у америчкој савезној држави Пенсилванија.

## Демографија
По попису из 2010. године број становника је 1.522, што је 14 (0,9%) становника више него 2000. године.
| Група             | 2000.         | 2010.         |
| Белци             | 1.470 (97,5%) | 1.448 (95,1%) |
| Афроамериканци    | 8 (0,5%)      | 13 (0,9%)     |
| Азијати           | 1 (0,1%)      | 5 (0,3%)      |
| Хиспаноамериканци | 24 (1,6%)     | 36 (2,4%)     |
| Укупно            | 1.508         | 1.522         |